# Uchentein
Uchentein est une ancienne commune française située dans le département de l'Ariège, en région Occitanie. Depuis le 1er janvier 2017, elle a fusionné avec Les Bordes-sur-Lez pour constituer la commune de Bordes-Uchentein. 
Ses habitants sont appelés les Uchenteinois.

## Géographie
Village situé en soulane dans les Pyrénées centrales en Couserans, dans la vallée du Biros et le périmètre du parc naturel régional des Pyrénées ariégeoises.

### Communes limitrophes
|         | Salsein       |                                       |
| Balacet | Uchentein     | Les Bordes-sur-Lez (Bordes-Uchentein) |
|         | Bonac-Irazein |                                       |

### Hameaux et lieux-dits
Hameaux rattachés : les Arts, Esperris, Seps, Lafajole.

## Toponymie
Origine inconnue, mais une influence basque comme dans le val d'Aran tout proche est possible.

## Histoire

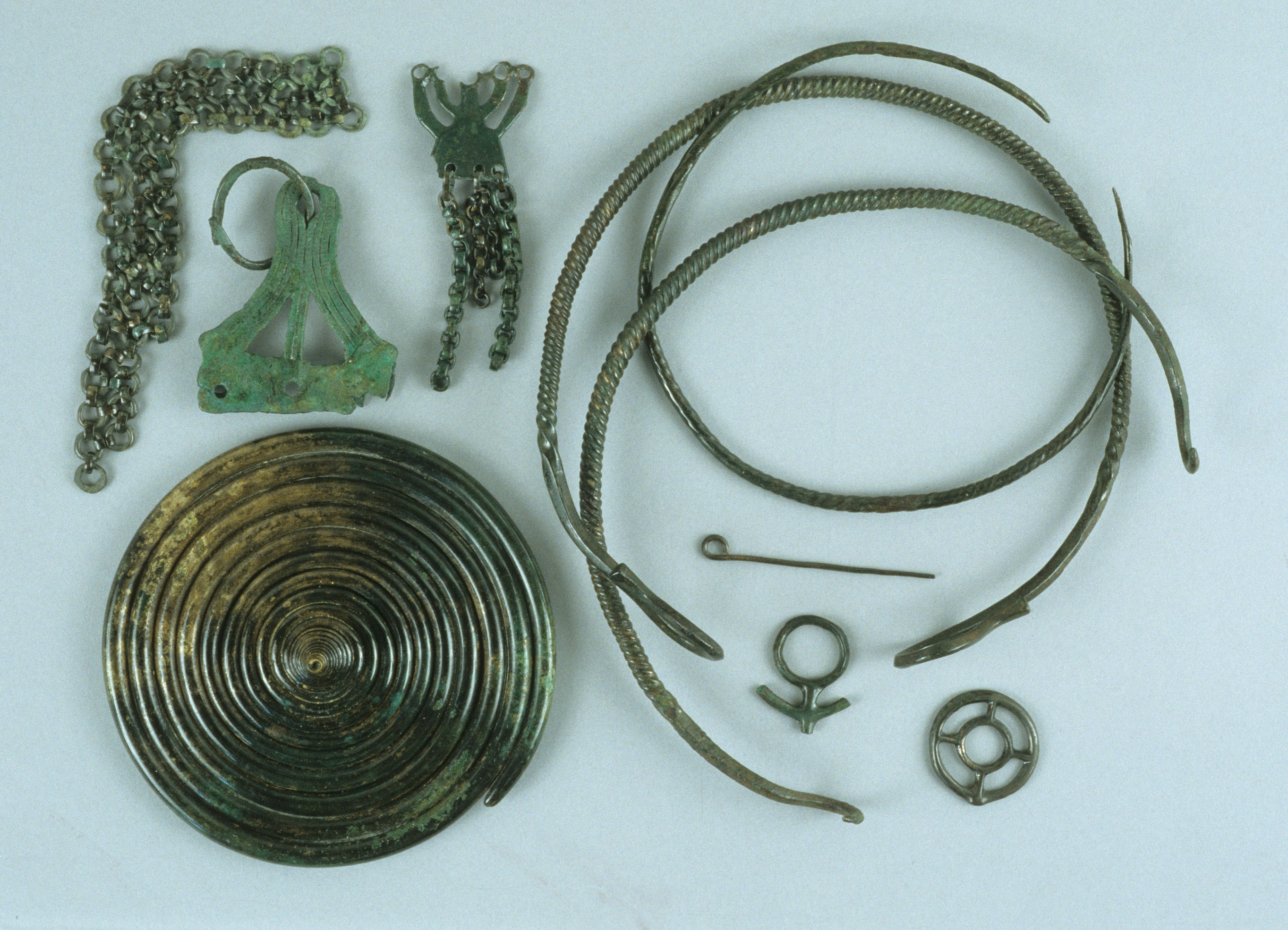
Ensemble d'éléments de parure découvert en 1880 et conservé au musée Saint-Raymond

Le site était occupé dès la préhistoire. 
Un menhir de deux mètres de haut, situé au lieu-dit les Arz, a été signalé en 1882 par Félix Pasquier, archiviste de l'Ariège à Foix et membre de la Société ariégeoise des sciences, lettres et arts.
L'abbé David Cau-Durban signale la découverte d'ossements humains, de fragments de poterie et 27 objets de bronze datés de l’âge du fer, ces derniers outils ont été trouvés en 1880 au lieu dit Grotte / Garrides de Bacher ou encore  Garricks de Bacher.
Le cadastre napoléonien a regroupé sous ce nom[pas clair] toutes les parcelles entre Uchentein et Esperris.

## Politique et administration
| Période                                  | Période | Identité      | Étiquette | Qualité                    |
| ---------------------------------------- | ------- | ------------- | --------- | -------------------------- |
| mars 2001                                | 2017    | Roland Bernie | DVG       | Retraité Fonction publique |
| Les données manquantes sont à compléter. |         |               |           |                            |

## Démographie
L'évolution du nombre d'habitants est connue à travers les recensements de la population effectués dans la commune depuis 1793. À partir du 1er janvier 2009, les populations légales des communes sont publiées annuellement dans le cadre d'un recensement qui repose désormais sur une collecte d'information annuelle, concernant successivement tous les territoires communaux au cours d'une période de cinq ans. 
Pour les communes de moins de 10 000 habitants, une enquête de recensement portant sur toute la population est réalisée tous les cinq ans, les populations légales des années intermédiaires étant quant à elles estimées par interpolation ou extrapolation. Pour la commune, le premier recensement exhaustif entrant dans le cadre du nouveau dispositif a été réalisé en 2005,.
En 2014, la commune comptait 20 habitants, en évolution de −31,03 % par rapport à 2009 (Ariège : +0,96 %, France hors Mayotte : +2,49 %).
| 1793 | 1800 | 1806 | 1821 | 1831 | 1836 | 1841 | 1846 | 1851 |
| ---- | ---- | ---- | ---- | ---- | ---- | ---- | ---- | ---- |
| 298  | 295  | 378  | 298  | 418  | 408  | 386  | 380  | 370  |

| 1856 | 1861 | 1866 | 1872 | 1876 | 1881 | 1886 | 1891 | 1896 |
| ---- | ---- | ---- | ---- | ---- | ---- | ---- | ---- | ---- |
| 368  | 380  | 384  | 385  | 363  | 336  | 346  | 323  | 307  |

| 1901 | 1906 | 1911 | 1921 | 1926 | 1931 | 1936 | 1946 | 1954 |
| ---- | ---- | ---- | ---- | ---- | ---- | ---- | ---- | ---- |
| 295  | 282  | 229  | 176  | 166  | 137  | 122  | 73   | 66   |

| 1962 | 1968 | 1975 | 1982 | 1990 | 1999 | 2005 | 2010 | 2014 |
| ---- | ---- | ---- | ---- | ---- | ---- | ---- | ---- | ---- |
| 46   | 38   | 40   | 18   | 21   | 26   | 35   | 24   | 20   |

## Lieux et monuments
Uchentein est un petit village en soulane, c'est-à-dire particulièrement bien exposé, il offre un belvédère depuis le village et tout au long de la route plane conduisant à Balacet, commune proche. Ce parcours est adapté aux personnes ayant des difficultés à randonner, aux jeunes enfants... 
Un sentier de randonnée balisé offre une immersion dans les vestiges des carrières du lieu. Un marbre beige teinté de rosé, veiné de vert ou de rouge appelé l’Escalette, en était extrait jusqu'en 1977. Destiné à l'export vers les États-Unis, il fut également en France l'apparat de bâtiments notamment à la Défense, Lyon, Bordeaux, Tours... Si Raymond Lizop (1879-1969), professeur à l'Université de Toulouse et membre de la Société archéologique du Midi de la France a démontré que les marbres de la haute vallée du Lez ont été exploités dès l'Antiquité, ni le baron de Dietrich, ni Louis Marrot ne font état de l'existence de carrières à Uchentein du XVIIIe siècle au début du XIXe. Ils ne signalent pas non plus une quelconque tradition antérieure. L'exploitation n'en est du reste documentée qu'à partir de 1920.
Ces carrières de marbre, d'accès difficile, sont situées à 1 215 m d'altitude. Il en était extrait des blocs taillés avec des câbles d'acier, pesant jusqu'à 14 tonnes. Descendus sur un chariot retenu par un câble, ils étaient ensuite transportés dans l'Hérault pour y être débités et polis.
L'église Saint-Étienne datant du XVIIIe est classée aux Monuments historiques par arrêté du 10 mai 1995.